# Polhemovelia
Polhemovelia is een geslacht van wantsen uit de familie beeklopers (Veliidae). Het geslacht werd voor het eerst wetenschappelijk beschreven door Zettel & Sehnal in 2000.

## Soorten
Het genus bevat de volgende soorten:

- Polhemovelia johnpolhemi Zettel & Sehnal, 2000
- Polhemovelia septuaginta Zettel & Sehnal, 2000
- Polhemovelia setosa Zettel & Sehnal, 2000